# Medalla dels Evadits
La Medalla dels Evadits (francès:Médaille des Évadés) és una condecoració francesa, atorgada a civils i militars, tant francesos com estrangers, presoners de guerra, reclutats a la força i altres fugitius de presons o camps enemics. Va ser creada el 20 d'agost de 1926 per iniciativa del diputat Marcel Plaisant.
Va ser creada per a recompensar als presoners escapats durant la I Guerra Mundial i en mode retroactiva per als fugitius de la Guerra Franco-Prussiana.
El 1925, Plaisant presentà una proposició de llei destinada a crear una condecoració particular destinada a aquells que s'havien evadit de presons o camps de l'enemic. La llei s'aprovà el 20 d'agost de 1926, i des del decret del 7 d'abril de 1927, també s'atorgà a les poblacions d'Alsàcia-Lorena i dels territoris ocupats.
Després de la guerra 1914-1918 una comissió interministerial depenent del ministeri de la guerra en va atorgar unes 16.000, acompanyades de la Creu de Guerra 1914-1918 o la Creu de Guerra dels Teatres d'Operacions Exteriors.
L'ordenança del 7 de gener de 1944 estengué la seva atribució per les accions i temptatives d'evasió de militars o civils durant la guerra 1939-1945. Se n'atorgaren unes 38.976.
La medalla és retirada si el receptor, després de la seva evasió, ha estat objecte d'una condemna pel que el codi penal o de justícia militar consideren un crim.
La medalla és considerada com un títol de guerra, i atorga privilegis per a les candidatures de la Legió d'Honor, la Medalla Militar i l'Orde Nacional del Mèrit.
El condecorat rep la medalla i un diploma.

## Disseny
Una medalla de bronze de 30mm. Sobre l'anvers apareix l'efígie de la República coronada en fulles de roure i de llorer, envoltada de la llegenda «République française». Sobre el revers, una corona de fulles de roure envoltant la inscripció «Medaille des Évadés».
Penja d'una cinta de 36mm verda amb 3 ratlles verticals taronges, la central de 6mm d'ample i les laterals de 2mm.